# Ковалёв, Евгений Александрович
Евге́ний Алекса́ндрович Ковалёв (род. 6 марта 1989, Свердловск) — российский шоссейный и трековый велогонщик. На треке с 2006 года член сборной России, в командных гонках преследования является чемпионом всероссийских первенств, победителем этапов Кубка мира, призёром чемпионатов Европы и мира, дважды участвовал в летних Олимпийских играх. На шоссе с 2009 года выступал на профессиональном уровне за такие команды как «Москва», «Итера-Катюша», «Русвело», «Вертолёты России». С 2019 года выступает за трековую команду «Марафон-Тула». Мастер спорта России международного класса (2006).
Окончил Российский государственный университет физической культуры, спорта и туризма, факультет теории и методики велосипедного спорта и туризма, специальность – физическая культура и спорт (2011).

## Биография
Евгений Ковалёв родился 6 марта 1989 года в Москве.
Активно заниматься велоспортом начал в раннем детстве по примеру старшего брата Ивана, тоже известного велогонщика. Проходил подготовку в специализированной детско-юношеской спортивной школе олимпийского резерва, тренировался под руководством таких специалистов как В. А. Прилуцкий и А. В. Бормотов. Состоит в Московском городском физкультурно-спортивном объединении и в столичном физкультурно-спортивном обществе «Динамо».
Первого серьёзного успеха добился в 2005 году, когда занял первое место в индивидуальной гонке на шоссе, прошедшей в рамках Европейского олимпийского фестиваля в итальянской коммуне Линьяно-Саббьядоро. На второй спартакиаде учащихся завоевал восемь золотых, одну серебряную и одну бронзовую медаль. Год спустя выиграл серебряную медаль в трековой гонке преследования на юниорском чемпионате Европы в Афинах. Ещё через год завоевал серебро в командном преследовании на этапе Кубка мира в Манчестере, выступил на юниорском европейском первенстве в немецком Бранденбурге, где получил бронзовую награду в командной гонке преследования и серебряную в мэдисоне, а также побывал на юниорском чемпионате мира в мексиканском городе Агуаскальентес: стал чемпионом в мэдисоне, серебряным призёром в индивидуальной и командной гонках преследования.
В 2008 году в шоссейном велоспорте Ковалёв занял второе место на четвёртом этапе многодневки «Тур де Дё-Севр», тогда как на треке стал чемпионом России в командной гонке преследования и в той же дисциплине добыл серебро на молодёжном чемпионате Европы в польском Прушкуве. Благодаря череде удачных выступлений удостоился права защищать честь страны на летних Олимпийских играх в Пекине — вместе с партнёрами по команде финишировал в преследовании шестым. Весь следующий сезон практически полностью провёл на шоссе в составе столичной профессиональной команды «Москва», одержал победу на втором этапе польского «Тура Балтики — Крконоше», стал восьмым в международном «Туре Воеводины» в Сербии, закрыл десятку сильнейших в молодёжной гонке Trofeo Piva Banca Popolare de Vincenza в Италии.
На чемпионате Европы по трековым велогонкам 2010 года в Прушкуве Ковалёв выиграл серебряную медаль в командной гонке преследования, уступив лидерство лишь сборной Великобритании. В той же дисциплине взял серебро на этапе Кубка мира в Мельбурне. На шоссе участвовал в многодневной гонке в Удмуртской республике, выиграв там большинство этапов. В 2011 году представлял команду «Итера-Катюша», на чемпионатах Европы и мира, прошедших на треке в голландском Апелдорне, выиграл в командном преследовании бронзовую и серебряную медали соответственно. Помимо этого, стал чемпионом России, одержал победу на этапах мирового кубка в Пекине и Астане. Начиная с 2012 года состоял в «Русвело», принял участие в престижной многодневке «Тур озера Цинхай» в Китае, заняв шестое и четвёртое места на четвёртом и пятом этапах, участвовал в «Вуэльте Мурсии» в Испании, в частности, на втором этапе финишировал девятым. На треке выиграл в командном преследовании этап Кубка мира в Пекине и прошёл квалификацию на Олимпийские игры в Лондон — на сей раз занял четвёртое место, немного не дотянув до призовых позиций.
После двух Олимпиад Евгений Ковалёв остался в основном составе российской национальной сборной по треку и продолжил принимать участие в крупнейших международных гонках. Так, в 2013 году он завоевал серебряную медаль на чемпионате Европы в Апелдорне, одержал победу на этапе Кубка мира в Мексике, в очередной раз стал чемпионом России по командному преследованию. На шоссе тоже добился некоторых успехов, в том числе победил на стартовом этапе «Вуэльты Коста-Рики». В 2014 году присоединился к новой российской велокоманде «Вертолёты России», попал в число призёров на турах Удмуртии и Кавказа, выиграл серебряную медаль на мемориальном турнире Александра Лесникова.
За выдающиеся спортивные достижения удостоен почётного звания «Мастер спорта России международного класса».